# Carina Schrempf
Carina Schrempf (* 16. Oktober 1994) ist eine ehemalige österreichische Leichtathletin, die sich auf den Mittelstreckenlauf spezialisiert hatte. Seit 2021 ist sie auch im Radsport aktiv und seit 2023 beim UCI Women’s WorldTeam Fenix-Deceuninck unter Vertrag.

## Sportliche Laufbahn

### Leichtathletik
Erste Erfahrungen bei internationalen Meisterschaften sammelte Carina Schrempf im Jahr 2012, als sie bei den Juniorenweltmeisterschaften in Barcelona mit 54,73 s in der ersten Runde im 400-Meter-Lauf ausschied. 2015 vertrat sie Österreich bei der 3. Liga der Team-Europameisterschaft, die im Zuge der Europaspiele in Baku ausgetragen wurden und belegte dort in 2:05,55 min den vierten Platz im 800-Meter-Lauf und wurde mit der 4-mal-400-Meter-Staffel in 3:37,51 min Zweite und gewann mit der österreichischen Mannschaft die Goldmedaille. Anschließend schied sie bei den U23-Europameisterschaften in Tallinn mit 2:06,08 min in der Vorrunde über 800 m aus und wurde mit der Staffel im Vorlauf disqualifiziert.
2016 wurde Schrempf österreichische Meisterin im 400-Meter-Lauf sowie 2017, 2019 und 2020 über 800 m. Zudem wurde sie in  den Jahren 2016, 2017 und 2021 Hallenmeisterin über 800 m, 2017 über 400 m und 2022 im 1500-Meter-Lauf. Zudem wurde sie 2017 Hallenmeisterin in der 4-mal-200-Meter-Staffel.
Am 9. September 2021 gewann Schrempf auf dem Rennrad den ersten City Hill Climb Salzburg über 900 m/120 hm und belegte zuvor am Mountainbike bei der Salzkammergut Trophy über 121,6 km/3794 hm Platz 2. Das Jahr 2022 verlief für Schrempf im Radsport sehr erfolgreich. Bei der Gracia - Orlová Rundfahrt begann das Jahr mit dem Sieg des grünen Trikot und Gesamtrang 8. Beim Race Around Austria gab es im Viererteam von „Treppen Fritz Racing Team“ ÖM-Silber. Bei der Multisport-EM in München gab es den ersten Einsatz im Nationalteam und Platz 26 im Straßenrennen. Im September gab es als Draufgabe noch einen Einsatz bei der WM in Wollongong (AUS). Nach krankheitsbedingtem Ausfall von Christina Schweinberger kam Carina Schrempf unerwartet im Mixed Relay des ÖRV Team zum Einsatz und belegte Rang 11. Darauf folgte im Einzel Platz 33 im Straßenrennen.

#### Persönliche Bestleistungen (Leichtathletik)
- 400 Meter: 54,01 s, 2. Mai 2015 in Lexington
  - 400 Meter (Halle): 55,36 s, 19. Februar 2017 in Wien
- 800 Meter: 2:04,76 min, 29. Mai 2015 in Jacksonville
  - 800 Meter (Halle): 2:07,88 min, 28. Jänner 2017 in Wien
- 1000 Meter: 2:47,68 min, 3. August 2019 in Andorf
- 1500 Meter: 4:57,42 min, 13. Juni 2020 in Graz
  - 1500 Meter (Halle): 4:27,87 min, 13. Februar 2022 in Linz

### Radsport
2022 startete Carina Schrempf bei den Straßenweltmeisterschaften und belegte im Straßenrennen Platz 33, bei den Europameisterschaften wurde sie 26. Beim Etappenrennen Gracia Orlová entschied sie die Bergwertung für sich. 2023 erhielt sie einen Vertrag beim Team Fenix-Deceuninck und ist damit neben Christina Schweinberger und Anna Kiesenhofer eine von drei Österreicherinnen in der Women’s WorldTour.

#### Erfolge (Radsport)
2022
- Bergwertung Gracia Orlová

2023
- Österreichische Meisterin – Straßenrennen